# 153

## Nașteri
- Kong Rong, poet chinez (d. 208)